# Grusse
Grusse – miejscowość i dawna gmina we Francji, w regionie Burgundia-Franche-Comté, w departamencie Jura. W 2013 roku populacja gminy wynosiła 191 mieszkańców. 
W dniu 1 stycznia 2017 roku z połączenia czterech ówczesnych gmin – Bonnaud, Grusse, Vercia oraz Vincelles – utworzono nową gminę Val-Sonnette. Siedzibą gminy została miejscowość Vincelles. 